# Nicolas de Fréauville
Nicolas Caignet de Fréauville (c. 1250, Fréauville, Normandia - † 15 de gener de 1323, Avinyó, França) fou un cardenal francès, membre de l'Orde de Predicadors.

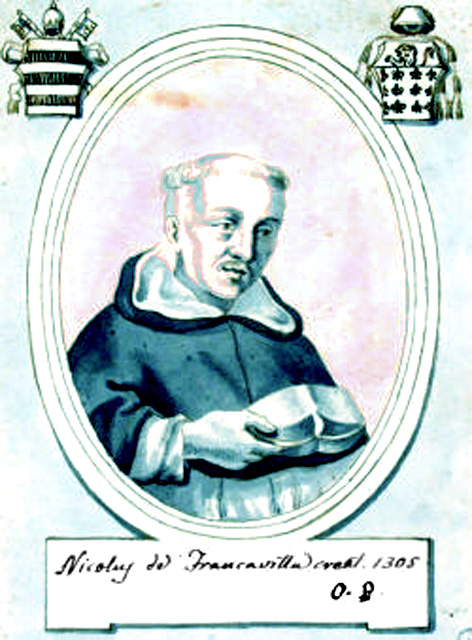
Cardenal Nicolas Caignet de Fréauville

Nicolas Caignet fou professor de filosofia i de teologia a La Sorbona de París i prior dominic. Fou confessor del rei Felip IV. El 1304 fou intermediari entre els francesos i els flamencs. Durant la disputa del rei de França i el Papa Bonifaci VIII, fou convocat pel papa a Roma, però no es va rendir mai.
Nicolas fou nomenat cardenal pel papa Climent V al consistori del 15 de desembre del 1305. El cardenal Caignet va assistir al Concili de Viena el 1311. Fou Camarlenc del Col·legi Cardenalici el 1312-1313 i predicà la croada a França com a llegat. Fou autor de nombroses obres sobre la litúrgia. Va participar en el conclave de 1314-16 en què s'escollí Joan XXII després de dos anys d'interregne.